# Aplogompha joevinaria
Aplogompha joevinaria är en fjärilsart som beskrevs av William Schaus 1923. Aplogompha joevinaria ingår i släktet Aplogompha och familjen mätare. Inga underarter finns listade i Catalogue of Life.